# La sete dell'oro
La sete dell'oro (Lust for Gold) è un film del 1949 diretto da S. Sylvan Simon e George Marshall.
È un western statunitense con Ida Lupino e Glenn Ford. Racconta la leggenda della miniera perduta dell'olandese, con Ford nel ruolo dell'"olandese" e la Lupino nel ruolo della donna che ama e si svolge su due linee temporali: una posta all'inizio del XIX secolo (mostrata in flashback) e una negli anni 40 (che mostra i discendenti dell'olandese alla ricerca dell'oro). È basato sul romanzo del 1945 Thunder God's Gold di Barry Storm.

## Trama
A metà del XX secolo, un giornale riferisce che lo scrittore Floyd Buckley afferma di aver scoperto dove si trova la miniera perduta dell'olandese, una leggendaria miniera d'oro di cui nessuno conosce l'esatta ubicazione. Viene così avvicinato da Barry Storm, che crede di avere qualche pretesa di essa, poiché l'Olandese era suo nonno. Buckley lo allontana in malo modo ma, quando parte per raggiungere la miniera, Storm lo segue segretamente. Quando ha quasi raggiunto il punto esatto, qualcuno spara a Buckley, uccidendolo. Storm dà la notizia allo sceriffo Early e ai suoi aiutanti Covin e Walter. Covin dice a Storm di più sulla miniera; un centinaio di anni prima, Pedro Peralta aveva nascosto 20 milioni di dollari in oro nella più inaccessibile delle sue miniere, ma era poi stato ucciso dagli Apache perché quel territorio era per loro sacro.
Ne segue un flashback. Nel 1880 Jacob Walz detto l'Olandese e il suo amico Wiser sentono che un cowboy di nome Ludi chiama un suo amico col nome di Peralta. Conoscendo la storia di Peralta e del suo oro, decidono di seguirli. Si trattava in realtà di Ramon Peralta, fratello di Pedro, che stava andando a recuperare l'oro. Walz e Wiser sparano e uccidono Ludi e Peralta, poi Walz spara a tradimento anche a Wiser. Quando Walz torna a Phoenix con delle pepite d'oro, la notizia si diffonde rapidamente. L'intrigante Julia Thomas fa la conoscenza di Walz, senza dirgli di essere sposata con Pete. Ben presto si innamorano. Quando finalmente gli dice di suo marito, Walz le dà del denaro per convincere Pete a concederle il divorzio. Tuttavia Walz scopre più tardi che Julia gli ha mentito ripetutamente. Non visto, osserva Julia che calma il marito dicendogli che presto conoscerà la posizione della miniera.
Walz mette in atto il suo piano di vendetta: dà indicazioni a Julia sulla posizione della miniera e se ne va dicendole di raggiungerlo. Julia dice tutto a Pete e insieme raggiungono la miniera. Walz ha preparato una trappola e comincia a sparare. Nella sparatoria che ne segue, Pete finisce i proiettili. Walz gioca crudelmente con loro, lasciandoli andare senza acqua. Julia allora pugnala Pete alla schiena e supplica Walz di credere che lo ama. Prima che lui possa decidere cosa fare, un terremoto provoca una frana che la schiaccia e chiude la miniera.
Finito il flashback, si torna al XX secolo. Storm crede di avere sufficienti informazioni per sapere dov'è la miniera. Quando arriva in un luogo chiave, incontra Covin, che gli punta contro una pistola. Si scopre che il poliziotto ha cercato la miniera per 20 anni e si è sbarazzato dei suoi concorrenti: era stato proprio lui a sparare a Buckley. Scoppia una lotta; Covin sta per spingere Storm giù dalla montagna ma un serpente velenoso lo morde, uccidendolo. In seguito lo sceriffo Early arriva alla conclusione che, anche con il nuovo indizio, Storm non conosce la posizione esatta e dovrebbe scavare l'intera montagna. A quel punto Storm abbandona la ricerca.

## Produzione
Il film, diretto da S. Sylvan Simon su una sceneggiatura di Ted Sherdeman e Richard English e un soggetto di Barry Storm (autore del romanzo), fu prodotto dallo stesso Simon per la Columbia Pictures Corporation e girato nei Columbia/Sunset Gower Studios a Hollywood e nei pressi delle Superstition Mountains in Arizona dal 25 ottobre al 13 dicembre 1948. Il film doveva originariamente essere diretto da George Marshall

## Distribuzione
Il film fu distribuito con il titolo Lust for Gold negli Stati Uniti dal 10 giugno 1949 al cinema dalla Columbia Pictures.
Altre distribuzioni:
- in Danimarca il 7 ottobre 1949 (Det gyldne helvede)
- in Finlandia il 25 novembre 1949 (Kullan kirous)
- in Svezia il 9 gennaio 1950 (Döden i hälarna)
- in Austria il 19 maggio 1950 (Der Berg des Schreckens e Tödliches Gold)
- in Germania Ovest il 1º dicembre 1950 (Der Berg des Schreckens)
- in Portogallo il 21 agosto 1953 (Oiro Maldito)
- in Finlandia il 20 novembre 1959 (redistribuzione)
- in Brasile (Escravos da Ambição)
- in Spagna (La fiebre del oro)
- in Francia (Le démon de l'or)
- nel Regno Unito (For Those Who Dare)
- in Grecia (To stigma tis akolasias)
- in Italia (La sete dell'oro)
- in Venezuela (La fiebre del oro)

## Promozione
Le tagline sono:
- Ruthless Fortune Seekers Who Will Stop at Nothing...
- TEMPTATION ON TREASURE MOUNTAIN! $20,000,000 in gold,,,and a woman!
- ...reaching back through 100 years of DARING, JEALOUSY and MURDER
- LOVE...VIOLENCE...MURDER...for $20,000,000 in gold!
- A TRUE AND VIOLENT STORY of reckless men and a lusty woman...and the lure of $20,000,000 INGOLD!
- If YOU are interested in picking up $20,000,000 in gold this picture will give you authentic clues based on historical records of the Stage of Arizona